# Trollhasselsläktet
Trollhasselsläktet (Hamamelis) är ett släkte bestående av fem arter i familjen trollhasselväxter.  Två av arterna växer i Nordamerika – amerikansk trollhassel (H. virginiana) och småblommig trollhassel (H. vernalis), en art i Japan japansk trollhassel (H. japonica) och en art i Kina kinesisk trollhassel (H. mollis).
De är lövfällande buskar eller små träd som vanligen blir 3–8 meter höga, i undantagsfall upp till 12 meter. Bladen är strödda, ovala, 4–16 centimeter långa och 3–11 centimeter breda och med en helbräddad eller vågad kant. Blommorna spricker ut på bladlösa grenar under vintern, varje blomma har fyra långsmala kronblad som är 1–2 centimeter långa och blekt till mörkt gula, orange eller röda. Frukten är en tvådelad kapsel cirka 1 centimeter lång. Denna kapsel innehåller ett enda frö som är cirka 5 millimeter långt i varje halva av kapseln. När kapseln mognar på hösten "exploderar" den upp och fröna kan kastas i väg så långt som 10 meter.
Trollhasselsläktets arter är födoväxter för fjärilslarver, till exempel Colotois pennaria.
Namnet till trots så är inte trollhasselsläktet särskilt nära släkt med hasselsläktet. Ibland används namnet trollhassel felaktigt om ormhassel (Corylus avellana 'Contorta').

## Odling och användning
Trollhasslar är populära prydnadsväxter som odlas för blomklasarnas skull. Ett stort antal kultivarer har valts ut för att användas som trädgårdsväxter, många av dessa från hybridtrollhassel som är en hybrid mellan japansk trollhassel och kinesisk trollhassel.
Fröna är ätbara. Extrakt av bark och blad används bland annat i ett antal – mestadels engelska? – hudsalvor mot olika typer av hudirritationer.

## Taxonomi
Trollhasselsläktet är enligt Catalogue of Life ett av 26 släkten i trollhasselfamiljen. Släktet har följande fem arter.
- Hamamelis japonica – Japansk trollhassel
- Hamamelis mollis – Kinesisk trollhassel
- Hamamelis ovalis
- Hamamelis vernalis – Småblommig trollhassel
- Hamamelis virginiana – Amerikansk trollhassel

## Bildgalleri

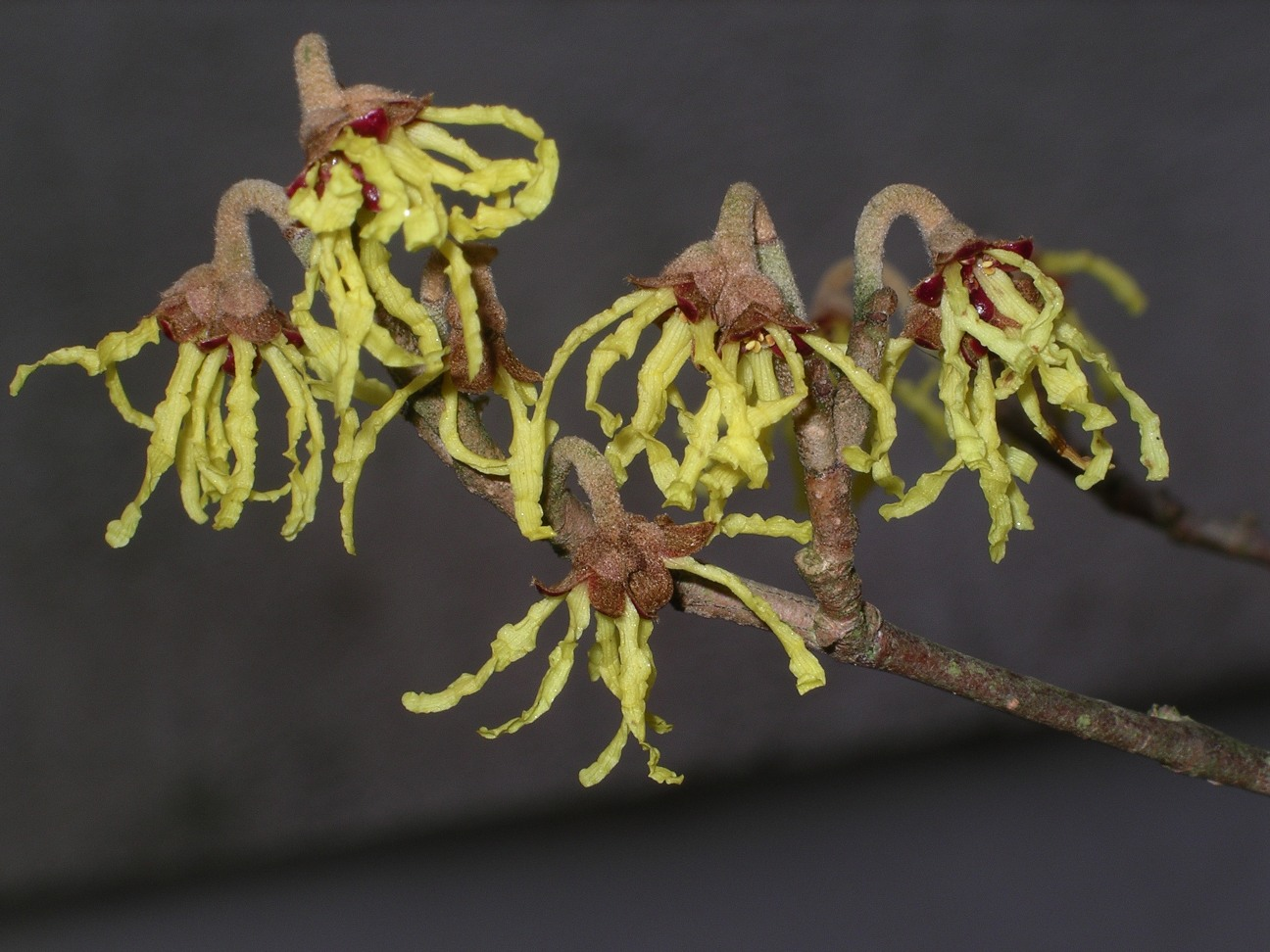
Närbild av blommor från en trollhasselart.
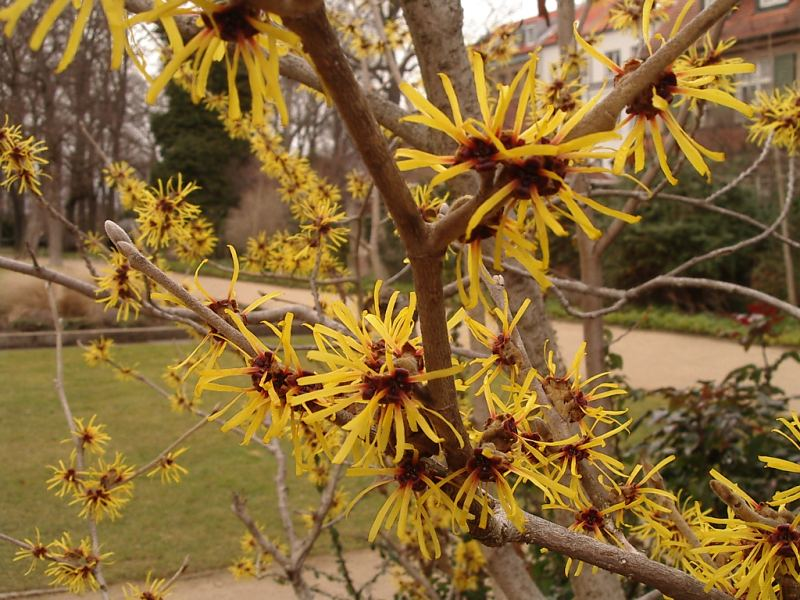
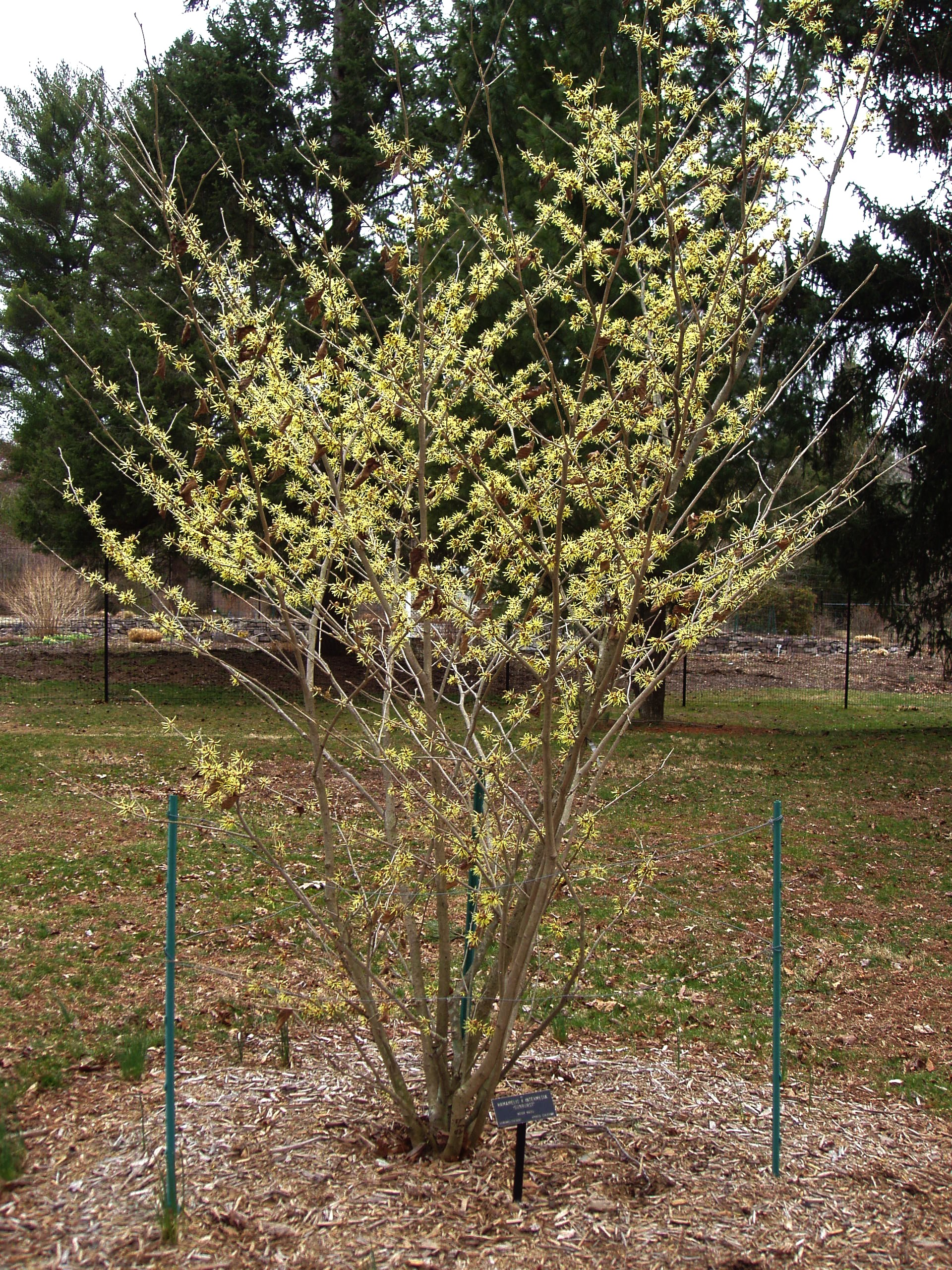
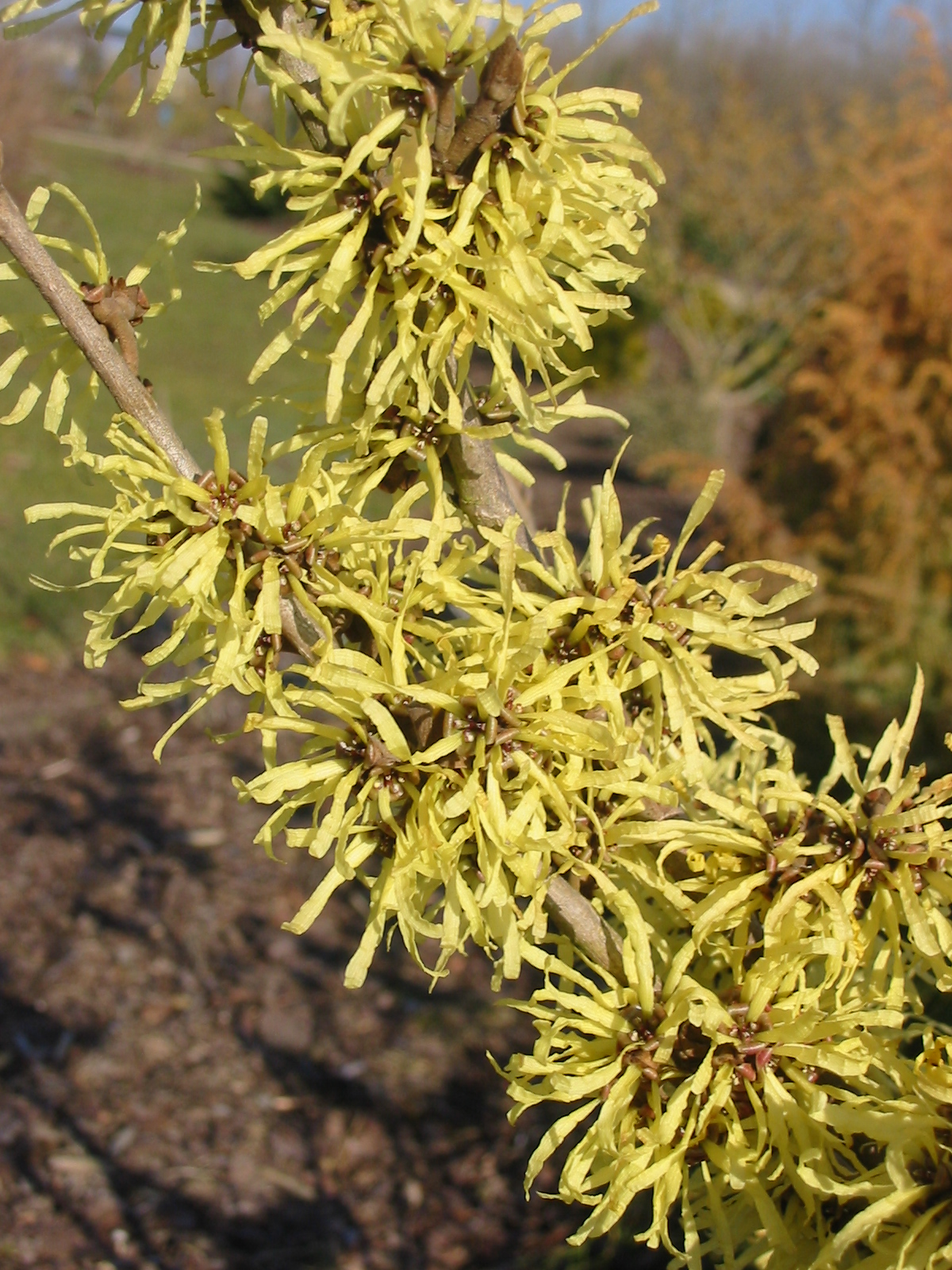
Hybridtrollhassel H. ×intermedia (H. japonica × H. mollis)
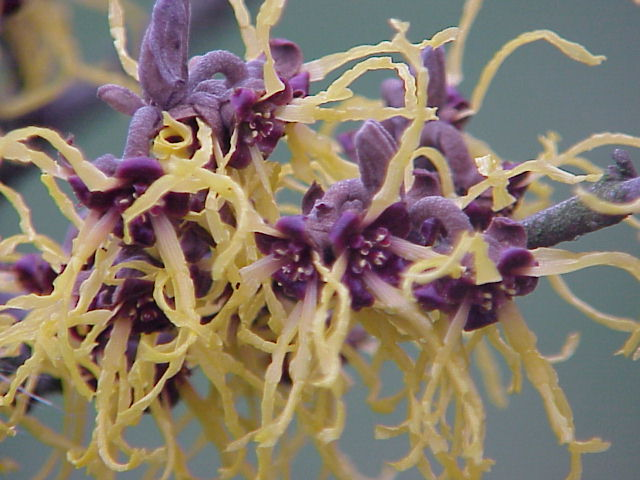
Japansk trollhassel (H. japonica)
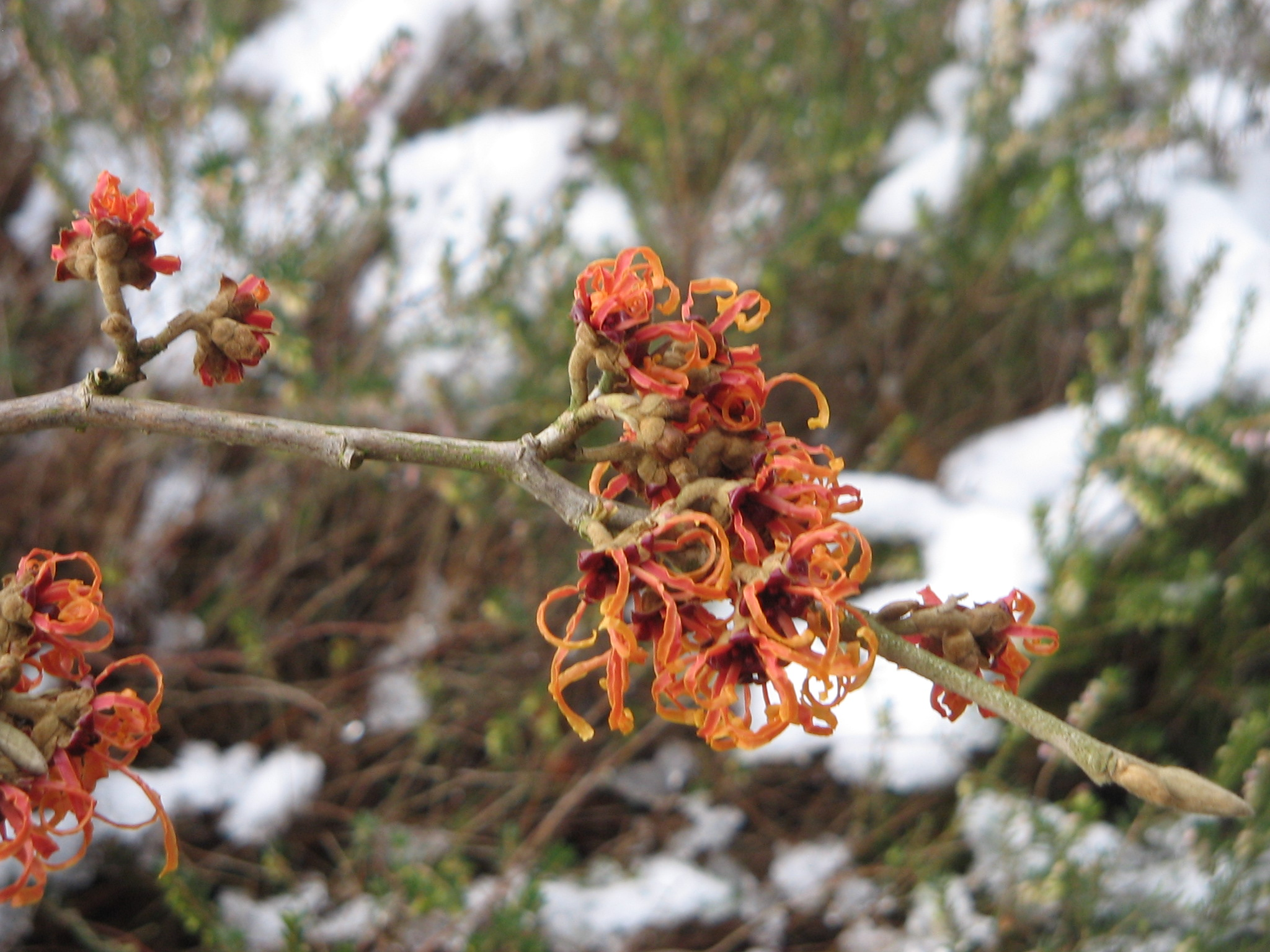